# 小西聖也
小西 聖也（こにし せいや、1999年12月28日 - ）は、日本の男子プロバスケットボール選手である。ポジションはガード。B3リーグのさいたまブロンコス所属。

## 来歴
大阪府出身。
洛南高校から関西学院大学に進学。関西学生リーグで優秀選手賞とアシスト王を獲得。
2022年1月、京都ハンナリーズと特別指定選手契約。卒業後プロ契約。
2025年6月、さいたまブロンコスと契約。